# Iszkáz, Veszprém
Iszkáz  este un sat în districtul Devecser, județul Veszprém, Ungaria, având o populație de 361 de locuitori (2011). 

## Demografie
Componența etnică a satului Iszkáz
     Maghiari (97,81%)
     Germani (1,25%)
     Romi (0,94%)
Componența confesională a satului Iszkáz
     Romano-catolici (71,47%)
     Reformați (5,54%)
     Fără religie (3,05%)
     Luterani (2,22%)
     Necunoscută (17,73%)
Conform recensământului din 2011, satul Iszkáz avea 361 de locuitori. Din punct de vedere etnic, majoritatea locuitorilor (97,81%) erau maghiari, cu o minoritate de germani (1,25%).  Din punct de vedere confesional, majoritatea locuitorilor (71,47%) erau romano-catolici, existând și minorități de reformați (5,54%), persoane fără religie (3,05%) și luterani (2,22%). Pentru 17,73% din locuitori nu este cunoscută apartenența confesională.